# Chicago Fire FC
El Chicago Fire Soccer Club és un club de futbol professional de la ciutat de Chicago, situat al suburbi de Bridgeview, Illinois, als Estats Units. Equip de la Major League Soccer des de 1997, té la seu al nou estadi específic de futbol Toyota Park, que té una capacitat de 20.000 espectadors, juga amb samarreta i pantalons de color vermell.

## Història
El club va ser fundat el 8 d'octubre de 1997 en el 126è aniversari del gran incendi de Chicago de 1871. El 1998, en la seva primera temporada, va guanyar l'MLS Cup, així com la US Open Cup, aquest darrer títol també el guanyà els anys 2000, 2003 i 2006. També va guanyar l'Escut dels seguidors de l'MLS al millor equip de la lliga regular el 2003.
El club té un acord de cooperació amb el CA Morelia mexicà des del 2001. Competeix amb el FC Dallas des del mateix any per la Brimstone Cup, que es decideix en funció dels partits que disputen ambdós durant la lliga regular.
Inicialment disputava els seus partits al Soldier Field, l'estadi dels Chicago Bears de l'NFL. Actualment juga al Toyota Park, un estadi específic de futbol. Per l'equip han passat destacats jugadors entre els quals destaquen: Frank Klopas, Eric Wynalda, Hristo Stoítxkov, Tomasz Frankowski o Cuauhtémoc Blanco.

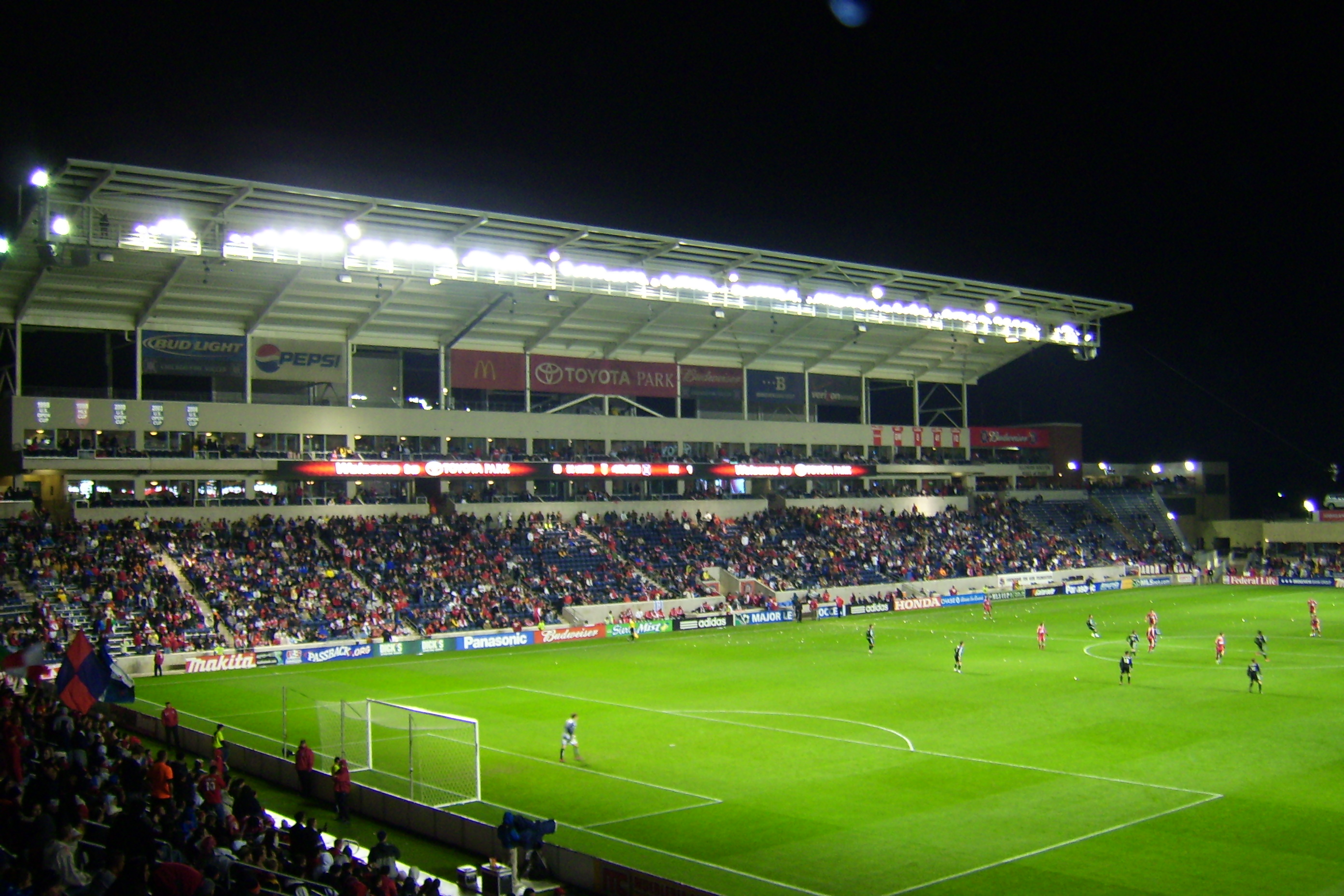
Un partit al Toyota Park durant el 2007

## Palmarès
- MLS Cup (1): 1998
- MLS Supporters' Shield (1): 2003
- US Open Cup (4): 1998, 2000, 2003, 2006

## Estadis
- Soldier Field (1998–2001, 2004–2005)
- Cardinal Stadium (2002–2003)
- Toyota Park (2006—)

## Entrenadors
- Bob Bradley (1998–2002)
- Dave Sarachan (2003—2007)
- Juan Carlos Osorio (2007)
- Denis Hamlett (2008–)

## Jugadors destacats
| - Hristo Stoítxkov (2000–2002) - Gonzalo Segares (2005–) - Paulo Wanchope (2007) - Lubos Kubik (1998–2000) - Damani Ralph (2003–2005) - Dema Kovalenko (1999–2002) | - Cuauhtémoc Blanco (2007–) - Jorge Campos (1998) - Tomasz Frankowski (2008–) - Roman Kosecki (1998–1999) - Piotr Nowak (1998–2002) - Jerzy Podbrozny (1998–1999) | - Chris Armas (1998—2007) - DaMarcus Beasley (2000–2004) - Carlos Bocanegra (2000–2003) - CJ Brown (1998–) - Frank Klopas (1998–1999) - Justin Mapp (2003–) | - Ante Razov (1998–2000; 2001–2004) - Chris Rolfe (2005–) - Zach Thornton (1998–2003; 2005—2007) - Josh Wolff (1998–2002) - Eric Wynalda (2001) |